# 茗山寺摩崖造像

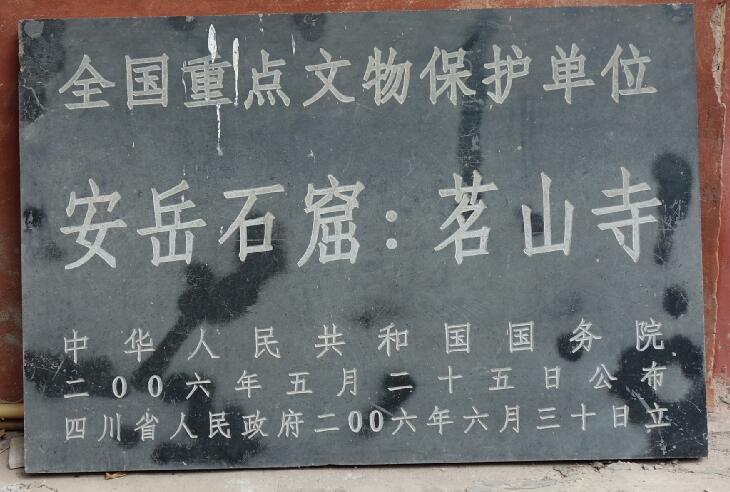
国保碑

茗山寺摩崖造像位於四川省安岳縣頂新鄉，文物遺址年代判定為宋。1991年4月16日公佈為四川省第三批文物保護單位。2006年5月25日列為第六批全國重點文物保護單位。